# هارون روز
هارون روز (بالإنجليزية: Aaron Rose)‏ هو كاتب ومخرج أمريكي، ولد في 1969 في بورتلاند في الولايات المتحدة.

## وصلات خارجية
- هارون روز على موقع IMDb (الإنجليزية)
- هارون روز على موقع ألو سيني (الفرنسية)
- هارون روز على موقع أول موفي (الإنجليزية)
- هارون روز على موقع قاعدة بيانات الفيلم (الإنجليزية)
- هارون روز على موقع كينوبويسك (الروسية)